# White Lake (Caroline du Nord)
Pour les articles homonymes, voir White Lake.
White Lake est une ville américaine située dans le comté de Bladen dans l'État de Caroline du Nord. En 2010, sa population était de 802 habitants.

## Démographie
| 2000 | 2010 | - | - | - | - |
| ---- | ---- | - | - | - | - |
| 529  | 802  | - | - | - | - |

## Source de la traduction
- (en) Cet article est partiellement ou en totalité issu de l’article de Wikipédia en anglais intitulé « White Lake, North Carolina » (voir la liste des auteurs).